# Morisco

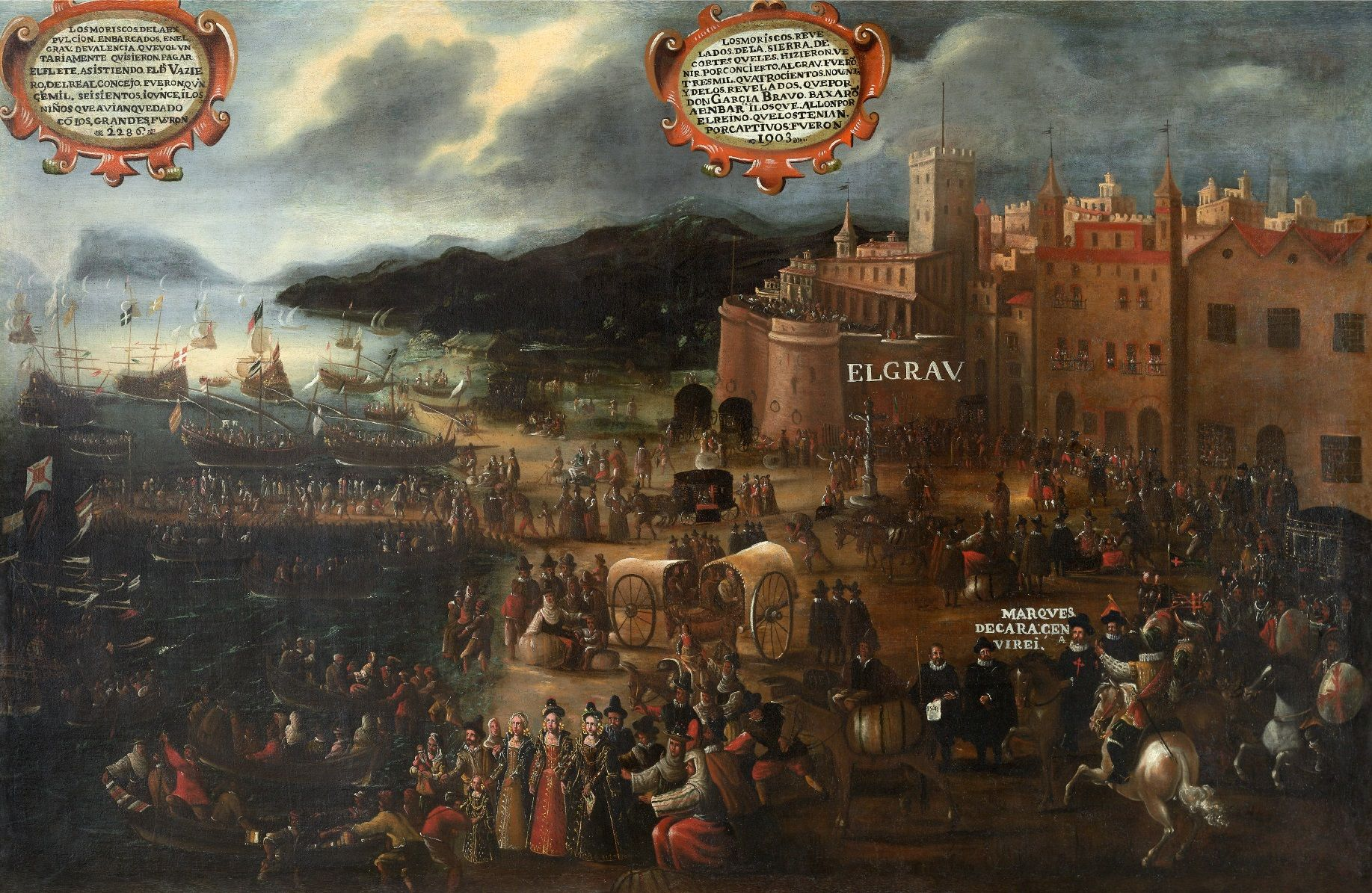
Embarco de moriscos en el Grao de Valencia, de Pere Oromig.

Los moriscos (palabra que deriva de moro) fueron los musulmanes del al-Ándalus bautizados tras la pragmática de conversión forzosa de los Reyes Católicos de 1502 en la Corona de Castilla, medida que las Cortes retrasaron en la Corona de Aragón hasta 1526. Tanto los convertidos con anterioridad al catolicismo de forma voluntaria como los convertidos obligatoriamente en adelante, y sus descendientes, pasaron a ser denominados moriscos. Antes de la conversión forzada, a los musulmanes que vivían practicando de manera más o menos abierta su fe en los reinos cristianos, la historiografía los llama mudéjares, voz derivada del árabe mudajjan, es decir, «tributarios»; aunque en la época, esta denominación se refería sobre todo a los musulmanes del Reino de Castilla, ya que en Aragón se les llamaba simplemente moros y en Valencia y Cataluña, sarraïns ("sarracenos").
Fueron numerosos en el Reino de Aragón y en el Reino de Valencia. En la Corona de Castilla, su número es más difícil de determinar, pues estaban altamente integrados en la sociedad y habían perdido muchos de sus rasgos diferenciadores. Su expulsión del reino fue decretada a principios del siglo XVII, y el esfuerzo por hacerlo duró varios años. Mientras que en la Corona de Aragón su expulsión fue implacable y recibió el apoyo de la comunidad cristiana, en Castilla hubo una gran resistencia entre la población y las autoridades, por lo que fue poco efectiva y hubo gran número de retornados. En Castilla la expulsión se centró sobre todo en los granadinos dispersados por el reino, que estaban menos integrados y eran vinculados a la rebelión de las Alpujarras. También se expulsó a los hornacheros de forma pactada, a los cuales se los transportó armados a Marruecos para formar la República de Salé.

## Denominación
Moriscos es una adaptación peyorativa del adjetivo "morisco" que significa "pequeño moro" o "medio-moro", fue usada en 1517 para llamar a los musulmanes conversos en Granada y Castilla. El término se convirtió pronto en la referencia normalizada para referir a todos los ex musulmanes de España.
Moriscos, según el diccionario de Covarrubias, «son los convertidos de moros a la Fe Católica, y si ellos son católicos, gran merced les ha hecho Dios y a nosotros también». Salazar de Mendoza explicaba así el origen de la palabra: «Resultóles el nombre diminutivo, de los Moros que ocuparon a España, llamados assí, por hauer venido de las Mauritanias Tyngitana, y Cesariense. Los latinos los llamaron Mauros, y he aquí Mauriscos. El castellano, Moros, y de Moros Moriscos».
En la época se usaban también otras denominaciones como la de mudéjar (que la historiografía reserva ahora a los musulmanes en territorio cristiano antes de 1502, es decir antes de su conversión forzosa al catolicismo), sarraceno (en los territorios de la Corona de Aragón) y cristiano nuevo, o más específicamente cristiano nuevo de moro, para diferenciarlos de los judíos bautizados, que también eran cristianos nuevos. La palabra morisco tiene otros usos históricos menos conocidos: en Canarias se llamaba de este modo a los musulmanes de origen norteafricano y en América se usaba en ocasiones como sinónimo de "mestizo".

## La conversión de los mudéjares castellanos

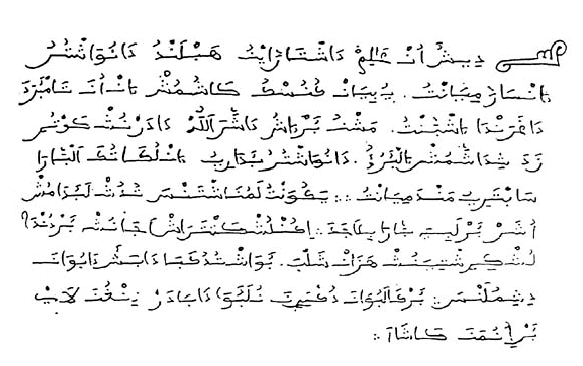
Texto morisco aljamiado

En 1491, Boabdil, el último rey nazarí, capituló ante los Reyes Católicos y negoció la entrega de Granada el 25 de noviembre. Entre otras cosas se acuerda:

Que los moros podrán mantener su religión y sus propiedades. Que los moros serán juzgados por sus jueces bajo su ley, que no llevarán identificáis que delaten que son moros como las capas que llevan los judíos. Que no pagarán más tributo a los reyes católicos que el que pagaban a los moros. Que podrán conservar todas sus armas salvo las municiones de pólvora. Que se respetará y no se tratará como renegado a ningún católico que se haya vuelto moro. Que los reyes sólo pondrán de gobernantes gente que trate con respeto y amor a los moros y si estos faltasen en algo serían inmediatamente sustituidos y castigados. Que los moros tendrán derecho a gestionar su educación y la de sus hijos.

Inmediatamente después de la entrada de los Reyes Católicos en Granada comenzaron una labor de conversión por métodos pacíficos. Para ello deciden encomendar a Fray Hernando de Talavera, primer Arzobispo de Granada, la tarea de convertir a los mudéjares a la fe católica. Este se dedicó a su cometido con gran entrega: aprendió el árabe, encargó la preparación del primer vocabulario árabe-español (véase Pedro de Alcalá) y predicaba con mansedumbre y bondad, tanto que los musulmanes le llamaban «el santo alfaquí».
En julio de 1499 los reyes visitan Granada y se asombran del aire tan musulmán que aún conservaba la ciudad, incluso en sus vestidos y costumbres. Deciden por ello encomendar al cardenal Cisneros, que ya había participado en la conquista del reino de Granada, la tarea de persuadir con más dureza a la conversión. Este comenzaría a forzar las conversiones mediante un plan con tres puntos: a) devolver a la fe católica a los elches o renegados católicos convertidos al islam; b) presionar a los jefes musulmanes para fomentar la conversión. Normalmente los medios de presión eran económicos: exención de deudas y sobornos; también hubo malos tratos físicos. Se cuenta de un zegrí que resistió veinte días, ganando fama de hombre duro; c) presentar al pueblo el ejemplo de los jefes convertidos.
Estos medios de presión fueron efectivos. Los métodos represivos empleados por el cardenal cumplieron su objetivo, ya que fueron varios miles los musulmanes que recibieron el agua del bautismo, convirtiéndose en católicos. También se confiscaron muchos libros, y se dividieron en dos lotes, uno de temática religiosa, coranes, etc., todos los cuales fueron quemados en la hoguera, en la plaza céntrica de Bibarrambla, y el otro lote, de materias científicas, que fue enviado a la universidad de Alcalá. Estos hechos se produjeron en ausencia de los Reyes Católicos. Posteriormente, a la vista de los resultados, los Reyes declararon que no eran esas sus instrucciones. Probablemente el cardenal Cisneros sobrepasó las instrucciones recibidas.
La mayor parte de ellos, sin embargo, continuaron manteniendo su lengua, sus costumbres y su antigua religión. Indicio de ello son los textos aljamiados, escritos en romance pero con grafía árabe.
He aquí cómo veía el historiador coetáneo, Luis del Mármol Carvajal, a los moriscos:

(...) y si con fingida humildad usaban de algunas buenas costumbres morales en sus tratos, comunicaciones y trajes, en lo interior aborrecían el yugo de la religión católica romana, y de secreto se doctrinaban y enseñaban unos a otros en los ritos y ceremonias de la secta de Mahoma. Esta mancha fue general en la gente común, y en particular hubo algunos nobles de buen entendimiento que se dieron a las cosas de la fe, y se honraron de ser y parecer católicos romanos, y destos tales no trata nuestra historia. Los demás, aunque no eran moros declarados, eran herejes secretos, faltando en ellos la fe y sobrando el baptismo, y cuando mostraban ser agudos y resabidos en su maldad, se hacían rudos e ignorantes en la virtud y la doctrina. Si iban a oír misa los domingos y días de fiesta, era por cumplimiento y porque los curas y beneficiados no los penasen por ello. Jamás hallaban pecado mortal, ni decían verdad en las confesiones. Los viernes guardaban y se lavaban, y hacían la zalá en sus casas a puerta cerrada, y los domingos y días de fiesta se encerraban a trabajar. Cuando habían baptizado algunas criaturas, las lavaban secretamente con agua caliente para quitarles la crisma y el óleo santo, y hacían sus ceremonias de retajarlas, y les ponían nombres de moros; las novias, que los curas les hacían llevar con vestidos de católicos para recibir las bendiciones de la Iglesia, las desnudaban en yendo a sus casas y vistiéndolas como moras, hacían sus bodas a la morisca con instrumentos y manjares de moros.

Durante la primera mitad del siglo XVI hubo cierta tolerancia. La autoridad reprobaba esta fidelidad al islam, [cita requerida] que combatía mediante la Inquisición y la toleraba al mismo tiempo, esperando la conversión.
Muchos mudéjares del Albaicín se vieron estafados por cómo los estaban engañando los católicos, ya que primero les garantizaron que iban a poder seguir con su religión y después los estaban «convenciendo» para que se convirtieran. Los mudéjares granadinos comenzaron a protestar y a pedir la destitución de Cisneros, y como respuesta a estas quejas, Cisneros encarceló a los mudéjares más respetados de Granada, teniéndolos por los instigadores de los revoltosos, y pensando que si éstos dejaban de sermonear a la gente, se convertirían al catolicismo. En enero de 1500 mataron a un oficial de Cisneros, lo cual provocó el alzamiento de musulmanes y conversos. De este modo comienza en 1500 el levantamiento popular del Albaicín. Este levantamiento se extiende por toda la sierra de las Alpujarras, llegando hasta Almería y Ronda, contestando los reyes con una fuerte represión militar de la mano del conde de Tendilla.
Después de sofocar los levantamientos, en 1501, Tendilla pidió «pasar por cuchillo a todos los moros que habían participado en las revueltas», a lo que el rey Fernando le contestó: «Cuando vuestro caballo hace alguna desgracia no echáis mano de la espada para matarle, antes le dais una palmada en las ancas, y le echáis la capa sobre los ojos; pues mi voto y el de la Reina es que estos moros se bauticen, y si ellos no fueron católicos, lo serán sus hijos o sus nietos».

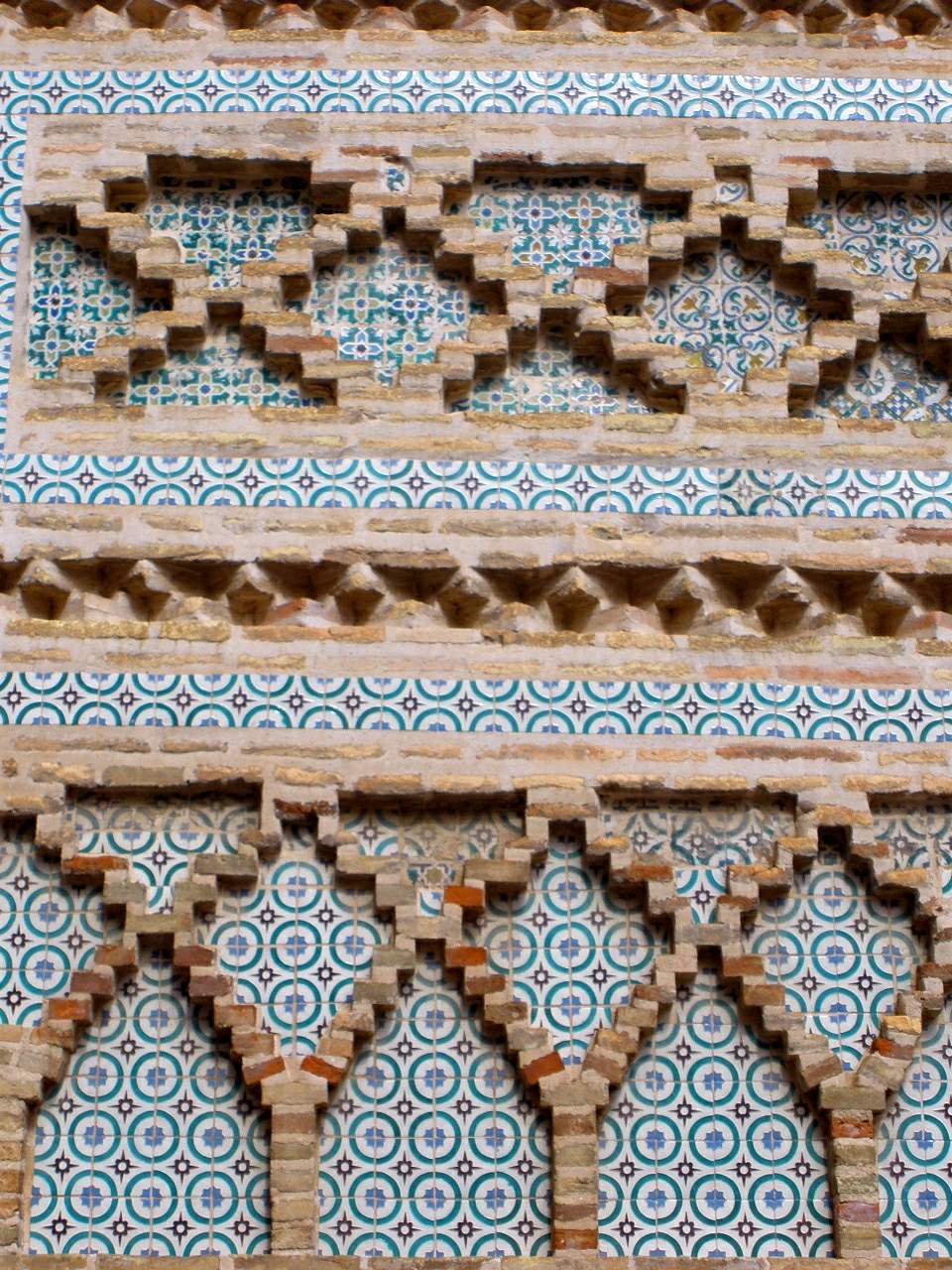
Paño decorativo de azulejería, perteneciente a la torre de la iglesia de Nuestra Señora de la Asunción de Utebo, realizada en 1545 por alfareros moriscos de Muel.

Con el motivo del levantamiento de las Alpujarras, los católicos aprovecharon para afirmar que los musulmanes habían quebrantado el pacto alcanzado en 1491. Por ello dictaron la Pragmática de 14 de febrero de 1502, que ordenaba la conversión o expulsión de todos los musulmanes del reino de Granada, exceptuando a los varones de menos de 14 años y las niñas menores de 12, antes de abril del citado año. Esta Pragmática supuso un quebrantamiento de los compromisos firmados por los Reyes Católicos con el rey Boabdil en las Capitulaciones para la entrega de Granada, en las que los vencedores castellanos y aragoneses garantizaban a los musulmanes granadinos la preservación de su lengua, religión y costumbres.
Los mudéjares de toda España tuvieron que ir a las iglesias a bautizarse. Se les preguntaba qué nombre querían tener, y si alguno no entendía bien el castellano, cosa que pasaba sobre todo en el antiguo reino de Granada, o no se le ocurría ningún nombre, se le ponía Fernando si era hombre e Isabel si era mujer. La conversión fue general en todas partes. A partir de esta conversión forzada, los mudéjares dejaron oficialmente de serlo, ya que estaban bautizados y se les llamaba moriscos, expresión que en esta época tenía un matiz claramente peyorativo.
Para evitar el exilio, la mayoría de los musulmanes optaron por la conversión al catolicismo. La conversión fue general en todo el Reino de Granada. Durante el reinado de Carlos V, gracias al apoyo que los moriscos prestaron al rey y a sustanciosos donativos, la corona adoptó una posición flexible con ellos y les permitió que conservaran sus usos y costumbres. De esta forma, los moriscos se mantuvieron como una comunidad propia sin integrarse con el resto de la sociedad española de su tiempo.

## Moriscos en América
Durante la era virreinal, también se registró la presencia de moriscos musulmanes de la península ibérica convertidos forzosamente al cristianismo tras la Reconquista en distintos territorios del Imperio Español en América. Las Leyes de Indias prohibían de manera explícita su entrada a los territorios de ultramar, ya que eran considerados indeseables y potencialmente subversivos. En consecuencia, los moriscos no eran bienvenidos en América, y quienes lograron establecerse allí lo hicieron de forma ilegal, ocultando su origen o mediante redes de migración encubierta.
Algunos moriscos consiguieron establecerse en varias regiones , ciudades y pueblos, donde se dedicaron a oficios artesanales, comercio menor y actividades agrícolas. Su situación social era precaria y vigilada, ya que tanto las autoridades civiles como eclesiásticas los consideraban sospechosos de mantener prácticas islámicas encubiertas o de representar un peligro para la ortodoxia católica.
La expulsión de los moriscos decretada por Felipe III en 1609 agravó aún más la represión y obligó a muchos a esconder su identidad para evitar la deportación o el castigo. En América, esta clandestinidad dificultó el registro formal de su presencia, pero existen documentos del Santo Oficio en ciudades como México y Lima que mencionan a personas procesadas por prácticas islámicas o por tener ascendencia morisca.

## La Guerra de las Alpujarras y la dispersión de los cristianos nuevos por Castilla
Con la llegada al trono de Felipe II (r. 1556-1598), la guerra en el Mediterráneo con el Imperio otomano se intensifica y la manifiesta simpatía de los moriscos españoles con los piratas berberiscos instalados en sus bases norteafricanas de Marruecos, Argelia o Túnez, ponen en mayor riesgo a las poblaciones costeras españolas, por lo que se insta nuevamente a la conversión forzada de los musulmanes peninsulares. Sin embargo, el miedo a nuevas sublevaciones hizo que muy pronto se dudara de la sinceridad de su fe. De hecho, ya en 1563, se ordenaba el desarme de los moriscos valencianos. 
En 1566, Felipe II prohibió, aleccionado por el cardenal Diego de Espinosa, el uso de la lengua árabe, de trajes y ceremonias de origen musulmán. Al tratar de aplicarse este decreto, se produjo la rebelión de las Alpujarras (1568-1571), bajo el mando del caudillo morisco Abén Humeya. A pesar de que durante esta última rebelión España mantenía una relación muy tensa en el Mediterráneo con los turcos, tensión que acabó desembocando en la batalla de Lepanto (1571), una vez dominada la revuelta, los moriscos granadinos fueron deportados hacia La Mancha y Castilla la Vieja.
El término morisco se impone de manera absoluta a partir de 1570. Antes existía todo un elenco de denominaciones: cristianos nuevos de moro, cristianos nuevos de morisco, simplemente cristianos nuevos o nuevamente convertidos.

## Geografía morisca: contrastes regionales
Para el siglo XVI el peso demográfico de los moriscos se sitúa en un millón de personas, concentrados en la mitad sur y este de la península. Otras fuentes estiman que a finales del siglo XVI la población morisca en los reinos peninsulares podía oscilar entre las 275 000 y 350 000 personas.[cita requerida] Se concentraban fundamentalmente en el Reino de Valencia y en el Reino de Aragón, pues estaban mucho más dispersos en la meseta, Extremadura, Murcia y Andalucía, es decir, en los territorios de la Corona de Castilla. Los moriscos se distribuían en cuatro grupos, distintos entre sí y con una amplia variedad interna.
Los moriscos vivían fundamentalmente en el campo, en calidad de vasallos de los señores, en condiciones mucho más duras que las de la población católica. Desde la sublevación de las Alpujarras, la predicación se vio acompañada de la represión.

### Reino de Granada
Al haber sido el último reino islámico de la península ibérica, en esta región se concentró hasta los años setenta del siglo XVI el mayor contingente morisco, mayoritario y muy escasamente aculturado: hablaban corrientemente el árabe, conocían bien el islam y conservaban la mayor parte de los rasgos culturales que les eran propios: vestido, música, gastronomía, celebraciones, etc. Tras la rebelión de las Alpujarras (1568-1571), 80 000 moriscos granadinos fueron deportados principalmente a Andalucía y Extremadura, y en menor medida a algunas zonas del sur de Castilla (principalmente a La Mancha).

### Reino de Valencia
El segundo mayor contingente se concentraba en esta zona, en la que era alrededor de un tercio de la población. Protegidos por los señores de los que eran vasallos, a causa de los fuertes impuestos que pagaban, los moriscos valencianos también estaban poco aculturados. El uso de la lengua árabe era corriente, en situación de bilingüismo con el valenciano, y la práctica de la fe musulmana era notoria, a pesar de la teórica pertenencia de esta comunidad a la Iglesia. Los moriscos valencianos tuvieron fama entre los demás moriscos por su alto grado de conocimiento del Corán y la Sunna, y por esta razón los alfaquíes valencianos solían viajar y ejercer de maestros de los moriscos de otros lugares de España. Fueron principalmente los moriscos valencianos los que, por su situación costera y por su conocimiento de la lengua árabe, establecieron relaciones ocasionales con turcos y berberiscos.

### Reino de Aragón
En Aragón los moriscos constituían alrededor de un 20 % de la población total del reino, y se asentaban principalmente a orillas del Ebro y sus afluentes. Al contrario que los valencianos y los granadinos, no hablaban árabe, pero en su situación de vasallos de la nobleza disfrutaban también del privilegio de poder practicar de forma no excesivamente clandestina su fe musulmana.

### Corona de Castilla
En las dos Castillas, Extremadura, León y Andalucía occidental la presencia de moriscos como grupo diferenciado era escasa, salvo en lugares muy concretos como Hornachos, Arévalo o el Señorío de las Cinco Villas, donde constituían la mayoría o la totalidad de la población. Los moriscos castellanos no se diferenciaban apenas de los cristianos viejos: no hablaban árabe, buena parte de ellos eran realmente cristianos y los que no lo eran solían tener un conocimiento muy básico del islam, que practicaban de forma extremadamente discreta. No desempeñaban profesiones específicas ni vivían separados de los cristianos viejos, salvo en los enclaves puramente moriscos, de modo que nada en su aspecto exterior les diferenciaba de aquellos. La llegada de los moriscos granadinos desterrados supuso una revolución en Castilla, ya que al conservar intacto todo aquello que les podía identificar como moros (idioma, vestido, ceremonias, costumbres...), provocaron que la hasta entonces discreta presencia morisca se hiciera muy visible, lo cual tuvo consecuencias para los moriscos castellanos, a pesar de los varios intentos que hicieron por distanciarse ostensiblemente de los granadinos. Así, por ejemplo, los matrimonios entre moriscos castellanos y cristianos viejos eran más frecuentes que entre aquellos y los moriscos granadinos. La población pacense de Hornachos constituía una excepción, ya que no solo eran moriscos prácticamente todos sus pobladores (algo que ocurría en otras localidades) sino que practicaban de forma abierta el islam y tenían fama de indómitos e independientes. Por esta razón, la orden de expulsión de los moriscos de Castilla se refiere de modo particular a los hornacheros, que fueron de hecho los primeros moriscos castellanos expulsados y que mantuvieron su cohesión y su combatividad en el destierro, fundando la república corsaria de Rabat y Salé, en el actual Marruecos.

## La convivencia entre moriscos y cristianos viejos
Odiados por los católicos viejos, rechazados por la Corona, que veía con inquietud la posibilidad de una nueva sublevación que actuase como una quinta columna de los piratas berberiscos, los turcos o los franceses y detestados por la Iglesia, que con toda lógica dudaba de la sinceridad de su conversión, los moriscos devinieron en una masa objeto de toda clase de sospechas y de imposible integración por cuanto suponía la pervivencia dentro de España de un pueblo inasimilable y hostil.

## La expulsión de los moriscos: antecedentes y proceso

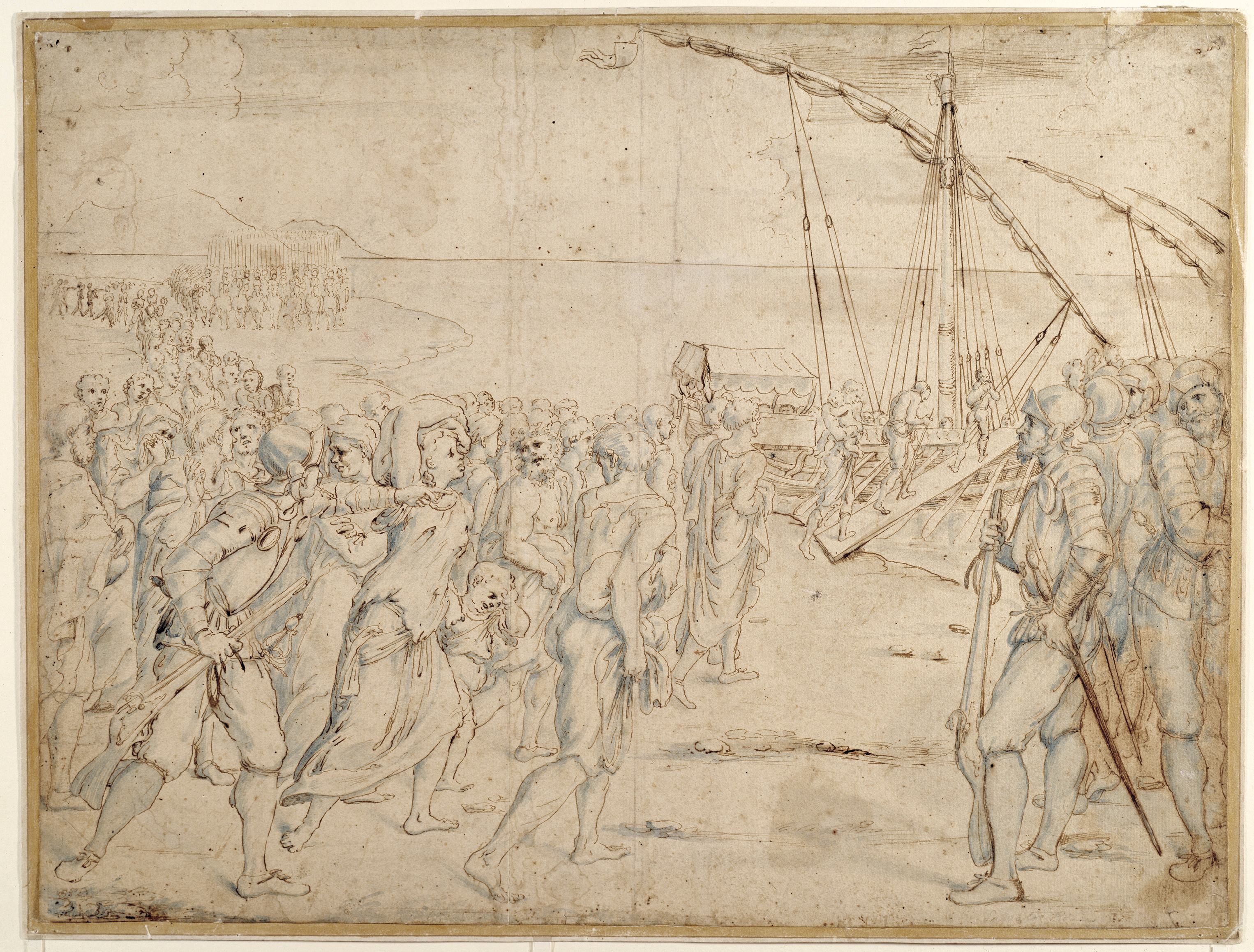
La Expulsión de los Moriscos, de Vicente Carducho (Gabinete de Dibujos, Estampas y Fotografías del Museo del Prado, Madrid).

En varias ocasiones se pensó en decretar su expulsión, pero la medida se pospuso una y otra vez debido a las presiones de la nobleza aragonesa y valenciana, beneficiaria de este régimen de semiesclavitud.
Finalmente, tras 117 años de difícil convivencia, Felipe III, probablemente como consecuencia de la constatada colaboración de determinados cabecillas de los moriscos con el rey de Francia para organizar un levantamiento general en España, que en ese momento se encontraba en guerra con los franceses, decretó la expulsión en 1609. La expulsión se lleva a cabo durante siete años, hasta 1616.
Salen de Valencia 118 000 moriscos, 61 000 de Aragón, 45 000 de Castilla y Extremadura, 16 000 de Murcia y 32 000 de Andalucía.
Sin embargo, sabemos, por las cartas del conde de Salazar —designado por el rey Felipe III en 1610 para dirigir las operaciones de expulsión de los moriscos de la Corona de Castilla, tarea que el conde desempeñó con particular celo—, la realidad de su tarea: cinco años después de los primeros bandos de expulsión en Castilla, y cuando se da por terminada su misión, Salazar lanza repetidas llamadas al rey y al duque de Lerma alarmado por el gran número de moriscos que vuelve a sus lugares de origen o que se reubican en otras partes de la península. La expulsión de los moriscos de Castilla, algunos ya muy asimilados, en cierta medida fue un fiasco. Sin embargo, fue casi total la expulsión de granadinos [cita requerida] y valencianos, mucho más numerosos y de carácter rotundamente islámico.
Según Trevor Dadson, el propio hecho de que los decretos de expulsión se repetían una y otra vez, con amenazas cada vez mayores, prueba que tales decretos fueron de muy poca eficacia real en pueblos castellanos donde los moriscos estaban bien integrados.

## Las consecuencias de la expulsión

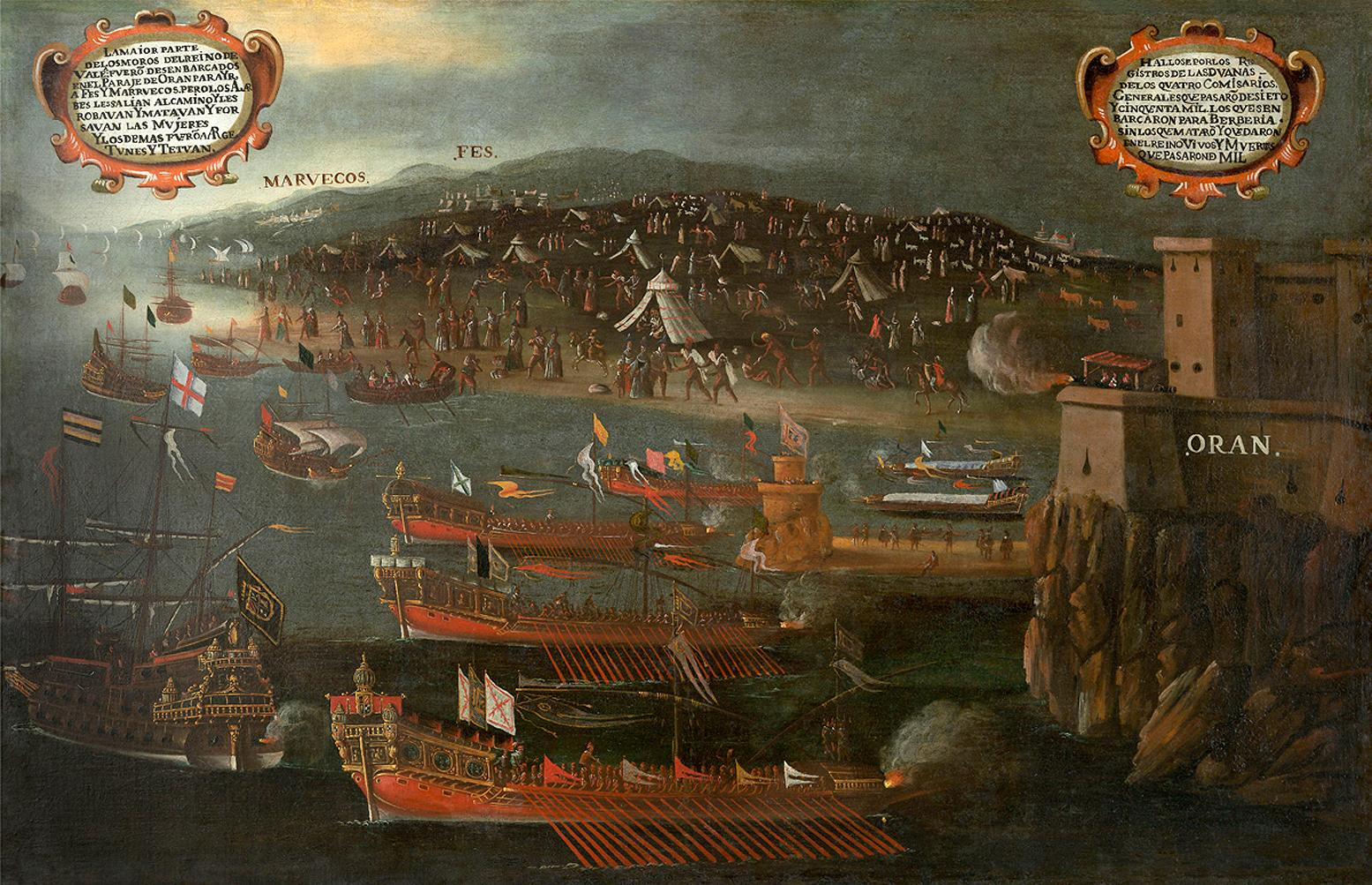
Desembarco de los moriscos en el Puerto de Orán (1613, Vicente Mestre), Fundación Bancaja de Valencia.

Las consecuencias fueron graves y afectaron fundamentalmente al reino de Valencia, el cual pierde la tercera parte de su población, lo que repercutió en la paralización de la agricultura, especialmente la producción de caña de azúcar. Los grandes señores, perjudicados por la expulsión de un contingente importante de su mano de obra, se contentan con la incorporación a su patrimonio de las tierras confiscadas a los moriscos. La burguesía se arruina, puesto que vio suspendido el pago de rentas por los préstamos hechos a los propietarios rurales (censales).

## Los moriscos tras la expulsión

### Ciudadanía española
En octubre de 2006, el Parlamento Andaluz decidió exigir el acuerdo de los tres grupos parlamentarios mayoritarios para respaldar una ley que consentiría el acceso a la ciudadanía española a los descendientes de los moriscos. Se espera que la ley propuesta pase a las Cortes Generales.
Esta medida podría beneficiar a un número indeterminado de personas en Marruecos, Argelia, Túnez, Mauritania, Malí y Turquía, entre otros lugares.
Este hecho es consecuencia de algunas llamadas hechas por algunos historiadores y académicos españoles y marroquíes desde 1992 requiriendo para los moriscos un trato similar al dado a los descendientes de los sefardíes expulsados. En Marruecos, se estima que unas 600 familias moriscas de apellido español podrían beneficiarse de una ley similar a la de aplicación a los Sefarditas.

## En las artes y la cultura popular

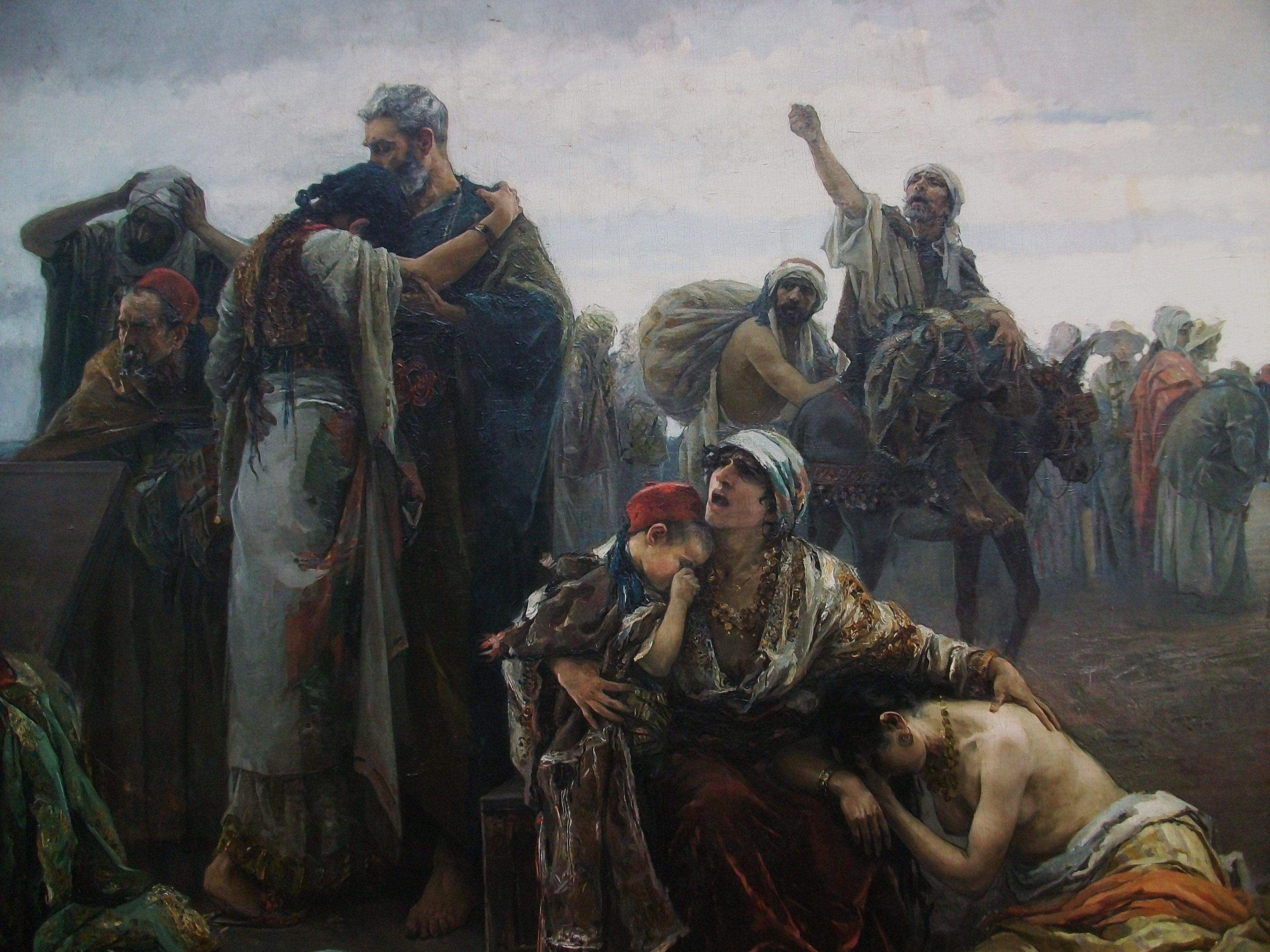
La expulsión de los moriscos (1894), de Gabriel Puig Roda (detalle).

Existieron géneros literarios propios del siglo XVI en España que han recibido su nombre de los moriscos, si bien idealizaban los enfrentamientos bélicos de la Reconquista: la novela morisca, prosa narrativa de ficción; y el romance morisco, en poesía, en el que el comportamiento heroico y caballeroso de un moro se usa como recurso para ensalzar a un caballero cristiano.